# Лукинка (приток Шохны)
Лукинка — река в России, протекает в Пучежском районе Ивановской области. Правый приток Шохны.

## География
Река Лукинка берёт начало около деревни Оржанники. Течёт на север, у деревни Зубово поворачивает на запад. Впадает в Шохну напротив деревни Жуковская. Устье реки находится в 2,9 км по правому берегу реки Шохны. Длина реки составляет 9,1 км.
По реке Лукинке проходит граница Пучежского района Ивановской области и Чкаловского района Нижегородской области.

## Данные водного реестра
По данным государственного водного реестра России относится к Верхневолжскому бассейновому округу, водохозяйственный участок реки — Волга от города Кострома до Горьковского гидроузла (Горьковское водохранилище), без реки Унжа, речной подбассейн реки — Волга ниже Рыбинского водохранилища до впадения Оки. Речной бассейн реки — (Верхняя) Волга до Куйбышевского водохранилища (без бассейна Оки).
Код объекта в государственном водном реестре — 08010300412110000017092.